# Catacolea enodis
Catacolea  es un género monotípico de plantas herbáceas perteneciente a la familia Restionaceae. Su única especie: Catacolea enodis B.G.Briggs & L.A.S.Johnson, Telopea 7: 347 (1998), es originaria del sudoeste de Australia en el parque nacional Badgingarra.

## Taxonomía
Catacolea enodis fue descrita por B.G.Briggs & L.A.S.Johnson y publicado en Telopea 7: 347 1998.